# Johan van Deventer
Johan van Deventer (ur. 5 kwietnia 1988 w Randfontein) – południowoafrykański rugbysta grający na pozycji rwacza, dwukrotny medalista mistrzostw świata juniorów.

## Kariera sportowa
Występował w drużynach juniorskich Golden Lions, w 2005 roku zwyciężając z zespołem U-18 w zawodach Craven Week, co dało mu powołanie do SA Academy będącego de facto zapleczem narodowej reprezentacji szkół. W latach 2005–2006 uczestniczył w zgrupowaniach kadry U-19, na turniej rangi mistrzowskiej jednak nie pojechał, sztuka ta udała mu się jednak w 2007. Reprezentanci RPA zajęli wówczas drugą lokatę po finałowej porażce z nowozelandzkimi rówieśnikami, a jego postawa na tym turnieju dała mu nagrodę dla najlepszego zawodnika w kraju w tej kategorii wiekowej oraz nominację do wyróżnienia IRB U19 Player of the Year. Rok później z kadrą U-20 zajął w mistrzostwach świata trzecie miejsce.
Jako senior występował w rozgrywkach Vodacom Cup i Currie Cup z zespołami Golden Lions, Griquas i Leopards. W 2009 roku został wybrany do występującej w Super 14 drużyny Lions, w barwach której rozegrał trzy spotkania, wyróżniając się w debiucie, rok później wystąpił jedynie w przedsezonowych meczach przygotowawczych. Grał także dla zespołu rugby University of Johannesburg w Varsity Cup.